# 外傷性頸部症候群

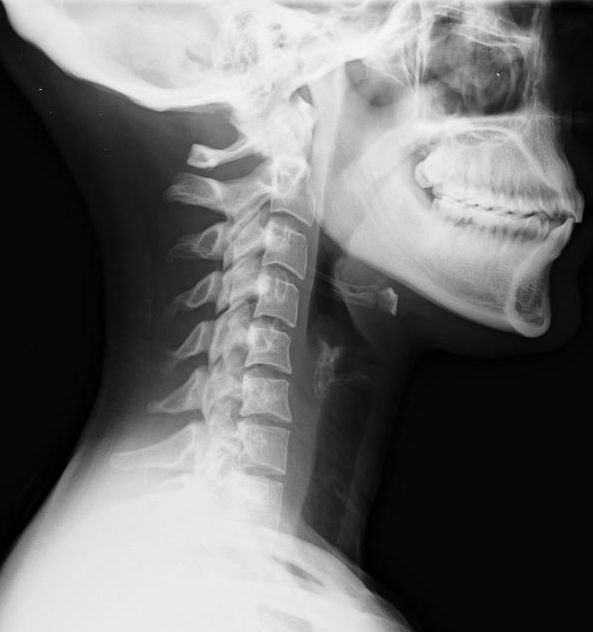

外傷性頸部症候群（がいしょうせいけいぶしょうこうぐん、英: whiplash associated disorders, WAD）は、交通外傷などにおいて頸部に急激な加速や減速による負荷がかかり、その負荷が原因となって運動器軟部組織に外傷が引き起こされることで生じる臨床症状の総称。むち打ち症関連症候群ともいう。病態生理の詳細は不明な点が多い。

## 症状
外傷性頸部症候群は交通外傷の後遺症として引き起こされるのが一般的である。もっとも一般的な症状が頸部痛であり、頸部のこわばり感、頭痛、背部痛、肩上肢の痛みも認められることがある。このほか視覚障害、聴覚障害、めまい、認知神経機能障害なども認められることがある。また症状の遷延による精神的な苦痛を伴うことがあり、外傷後ストレス障害（PTSD）を発症する患者もいる。
外傷性頸部症候群患者の多くは中等度から重度の痛みと機能障害を負うが、その大部分は3ヶ月以内にほぼ回復する。ただし、残存した症状が後遺症として継続することもある。また、痛みと機能障害が重度のときは予後不良であることが知られる。

## 診断

### 診断基準
外傷性頸部症候群の診断上の客観的評価方法はなく、患者の訴える症状から多角的に判断される。 

### 器質的な障害
靭帯（じんたい）や関節包、筋肉などの障害のため、外見上あるいはX線診断における変化は見られないことが多い。画像では発見されにくいが、詳細な検査を経て軽度外傷性脳損傷と診断されるケースが多い。

## 治療
急性の場合も慢性の場合も、適切な指導の下での、関節可動域の拡大を目的とした運動、筋活動に着目した運動などの運動療法が採用される。頸部への固定具の装着は回復を遅らせる可能性が指摘されている。 